# Аматор
Ама́тор (лат. amator, від лат. amo — полюбляю, уподобаю, маю нахил) — непрофесіонал, самодіяльний митець, технік, дослідник.
До 1970 років участь в Олімпійських іграх могли брати лише спортсмени-аматори. Існувала навіть загроза дискваліфікації у тому випадку, якщо спортсмен отримував певну винагороду за участь у змаганнях.